# KV55
KV55 (англ. Kings' Valley № 55) — древнеегипетская гробница в Долине Царей, в которой была найдена мумия, предположительно принадлежавшая фараону Эхнатону (XVIII династия). Обнаружена Эдвардом Айртоном в 1907 году в период службы у Теодора М. Дэвиса. Результаты генетических и других научных исследований 2010 года показали, что погребённый в гробнице человек приходился сыном Аменхотепу III и отцом Тутанхамону. Также установлен возраст этого человека на момент смерти, совпадающий с возрастом смерти Эхнатона. Это послужило поводом идентифицировать личность мумии с Эхнатоном. Однако некоторые новые работы оспаривают возраст мумии и соотнесение её с Эхнатоном.
Истории гробницы и упокоенного в ней человека различны. Вероятно, гробницу после оставления Амарны и его некрополя использовали как царский тайник и место перезахоронения в конце XVIII династии. На основе восстановленных артефактов сделаны выводы, что кроме предполагаемой мумии Эхнатона, здесь также находились и другие. С большой вероятностью одной из них могла быть мумия царицы Тии.
Имеются свидетельства проникновения в гробницу в более позднее время, очевидно, во время XX династии. Тогда ряд имевшихся в гробнице мумий был вынесен и, возможно, перенесён в KV35, а остальные — осквернены и брошены.
Гробница часто упоминается как Амарнский тайник, учитывая смешанный характер её содержания.

## Открытие и раскопки
Вход в KV55 открыл Эдвард Айртон 6 января 1907 года и на следующий день сообщил об этом Дэвису. 9 января в гробницу впервые вошли Айртон, Дэвис, Джозеф Линдон Смит и представитель службы древностей Артур Вэйгалл. 11 числа произведена фотосъёмка находок. Айртон приступил к расчистке гробницы. 25 января 1907 года исследованы саркофаг и мумия.
Согласно письму Дэвиса Гастону Масперо, некоторые предметы, найденные в KV55, оставались в гробнице до января 1908 года, при этом продолжались их изучение и попытки сохранения.
В 1921 году во время раскопок к югу от гробницы Говард Картер обнаружил несколько предметов из KV55: полированную яшму и несколько фрагментов медных розеток из погребальных венков.
После этих раскопок вход в гробницу закрыли стальной дверью, которую позже заменили каменной глыбой. К 1944 году эта глыба разрушилась и завалила вход в гробницу. В 1993 году гробницу вновь расчистила Лила Пинч Брок. В 1996 году она, воспользовавшись грантом Американского исследовательского центра в Египте, провела реставрационные работы на лестнице и штукатурные работы внутри погребальной камеры.

### KVC
За три дня до открытия KV55 Айртон обнаружил расположенное непосредственно над входом в KV55 углубление в скале, содержавшее сосуды XX династии. Ныне это углубление обозначается как KVC. KVC может являться неоконченной гробницей, а его содержимое — аналогичным тайнику бальзамирования в KV54. Так как информация об этой находке никогда не публиковалась должным образом, точный характер содержимого KVC, датировки и какие бы-то ни было связи с KV55 установить не представляется возможным.

## Гробница

### Расположение и общий вид

Макет гробницы KV55
А — вход
Б — коридор
J — погребальная камера
Ja — (неоконченный) вестибюль

Гробница KV55 расположена в центральной части Долины, чуть ниже KV6 (гробницы Рамсеса IX) и напротив KV7 (гробницы Рамсеса II) и KV62 (гробницы Тутанхамона). Представляет собой сравнительно небольшое недекорированное однокамерное помещение площадью 27,61 м2. Вход, ориентированный почти строго на восток, оформлен множеством лестниц и ведёт к наклонному коридору, соединённому с погребальной камерой.
Гробница выглядит незавершённой: на южной стене погребальной камеры вырублена ниша — неоконченный вестибюль, а следы кирпичной кладки свидетельствуют, что, вероятно, собирались вырубить ещё одну камеру. Если бы эти планы осуществились, то макет гробницы напоминал гробницу Тутанхамона. Это свидетельствует о том, что KV55 и KV62 изначально задумывались как частные захоронения и лишь позже оформлены для царских погребений.

### Лестницы
К гробнице ведёт лестница из 20 ступеней, вырубленных в скале. План гробницы, изображённый на найденном Пинч Брок в 1993 году остраконе, возможно, указывает на расширение входа после начала работ. Эту же идею подтверждают метки на стенах гробницы. Вероятно, лестницу расширили, потолок подняли, а количество ступеней увеличили.
Когда гробницу открыли в 1907 году, вход был завален обломками породы, попадавшей при строительстве находящейся выше гробницы KV 6.

### Дверной проём
Входная дверь гробницы была заблокирована двумя известняковыми стенами, оштукатуренными и запечатанными печатью царского некрополя (с изображением шакала и девяти пленников). Позже Вэйгалл заявил, что фрагмент разрушенной печати Тутанхамона восстановлен благодаря этой оригинальной печати. Однако его заявление сомнительно, поскольку не подтверждается отчётами, сделанными в момент открытия.
Первая стена была частично разобрана ещё в древности, а затем гробницу вновь закрыли второй стеной из свободно лежащих фрагментов известняка, оставшихся от первой стены. Из-за пространного описания Вэйгалла остаётся неясным — была ли вторая стена найдена целой или уже частично демонтированной.

### Коридор
Наклонный коридор местами был завален мусором, происхождение которого относится ко временам, предшествовавшим возведению второй стены, так как она частично базировалась на фрагментах этого мусора. К 1907 году он проник ниже в погребальную камеру. Пятна на потолке и стенах коридора указывали на протёки воды в прошлом.
Поверх мусора лежали панель и дверь от большого позолоченного погребального ковчега.

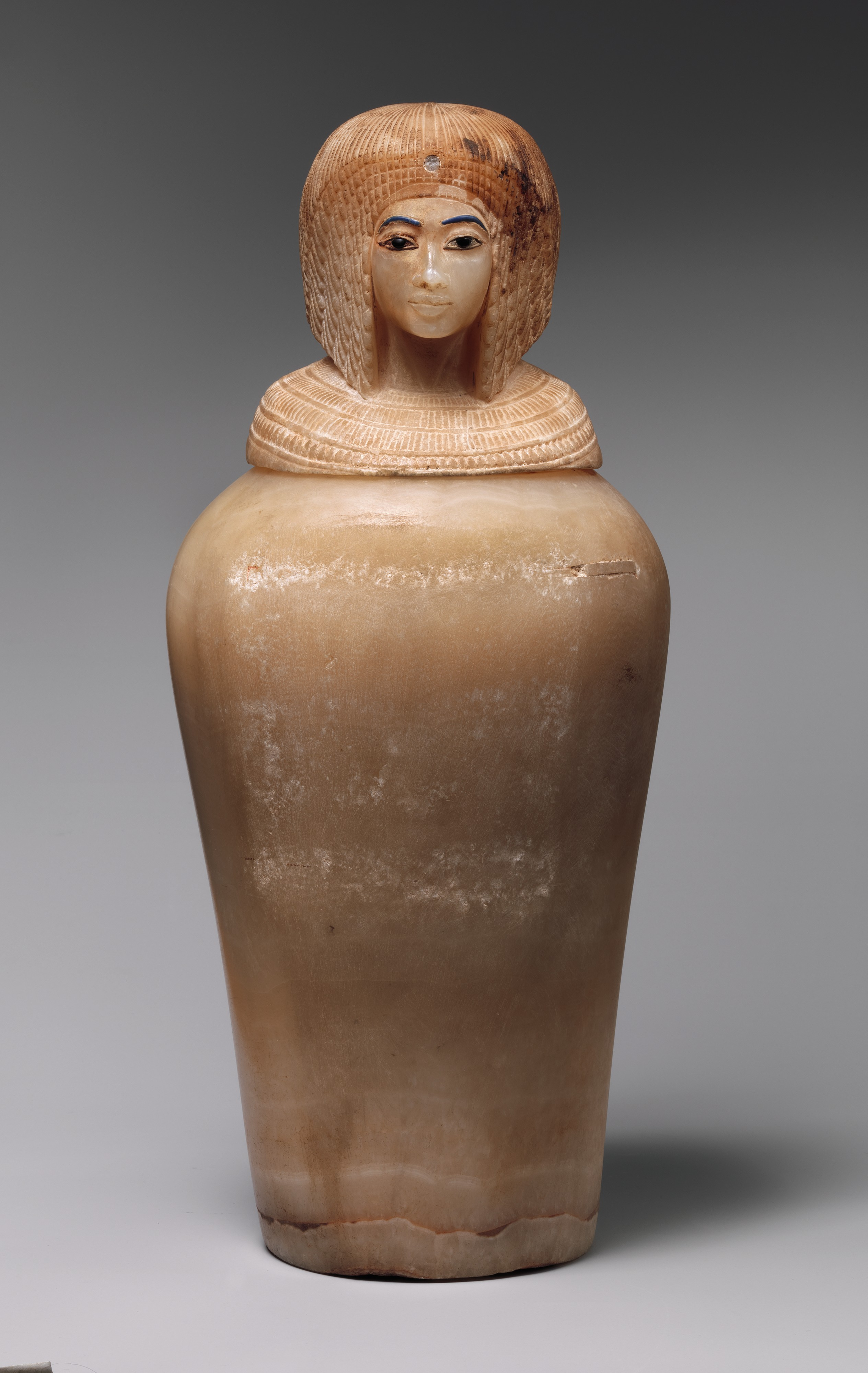
Одна из четырёх алебастровых каноп, найденная в KV55, изображает царицу Кийю. Метрополитен-музей

### Погребальные камеры и ниши
Стены погребальной камеры были оштукатурены, но не декорированы. Мусор из коридора и фрагменты отвалившейся от стен и потолка штукатурки покрывали пол.
Найденные в камере артефакты можно условно разделить на категории:
- Части разбитого, позолоченного погребального ковчега, найденные в коридоре и у входа в погребальную камеру.
- Саркофаг, мумия и прочие предметы. У южной стены лежал сильно повреждённый и прогнивший внутри саркофаг с приоткрытой крышкой. Мумия в саркофаге сохранилась плохо, в отличие от её льняных бинтов. Повреждённый череп мумии лежал отдельно, обёрнутый в пектораль с грифом. Левая рука покоилась на груди, правая — вытянута вдоль тела. В нише над саркофагом хранились четыре канопы. К этой группе предметов относятся и четыре «волшебных кирпича».
- Остатки коробок и их содержимое: по крайней мере, два плохо сохранившихся ящика найдены в юго-восточном углу камеры, а их содержимое — на полу. Они включают фаянсовые предметы, предположительно связанные с церемонией «отверзения уст».
- Оттиски печатей, найденные под позолоченной дверью ковчега. На них зафиксирован преномен Тутанхамона, и они идентичны печатям типа N, найденным в гробнице Тутанхамона.
- Прочие предметы: их точное местоположение в камере не всегда понятно. Сюда входят вазы, фрагменты мебели, серебряная голова гуся и постамент статуи.

Некоторые деревянные предметы в погребальной камере, очевидно, пострадали от воды, особенно саркофаг и ковчеги; однако позолоченные фрагменты погребального ковчега сохранились хорошо. Влажность повлияла на потускнение фаянсовых предметов, хотя другие подобные объекты не повреждены.

## Идентификация
Проблемы, связанные с изучением KV55, обусловлены в значительной степени скудостью описаний раскопок Дэвисом. Эти описания, представляющие собой смесь фактов, предположений, ошибок и упущений, не облегчают задачу составления целостной картины. Виноваты в этом сам Дэвис (редактор издания) и Айртон (руководитель раскопок). Позднейшие тщательные повторные проверки публикаций и фотографий внесли некоторую ясность.
Хотя в гробницу проникали ещё в древности (см. ниже), а её содержимое описано как беспорядочное и хаотичное, Марта Белл утверждает, что этот беспорядок был в большей степени кажущимся, чем настоящим, из-за фрагментов разбитого позолоченного ковчега и штукатурки. Её реконструкция плана гробницы показывает упорядоченность и логичность расположения артефактов. Вода проникла в камеру по потолку из коридора, но её количество не оказалось достаточным для разрушения, в действительности вызванного повышенной влажностью, а не прямым контактом с водой. Белл также предположила, что разрушение мумии вызвано дождями вскоре после открытия гробницы в 1907 году. Другие повреждения дерева могли появиться в результате активности насекомых.

### Погребальный ковчег и гробница Тии
Позднейшая реконструкция погребального ковчега, основанная на фотографиях, чертежах, рассказах очевидцев, описаниях и изучении двух сохранившихся панелей, выставленных в Каире, свидетельствует о схожести со вторым и третьим ковчегами Тутанхамона по внешнему виду и размеру. Медные розетки свидетельствуют о том, что покров висел на раме, связанной с ковчегом, как и в гробнице Тутанхамона. Украшения и надписи на ковчеге значительно отличаются от тутанхамоновских: преобладание крупных сцен подношений, нежели небольших сюжетов из мифологии; тексты не цитируют «Книгу мёртвых», но кратки и связаны в большей степени с титулами, именами и посвящениями ковчега; внутренняя часть ковчега не отделана и не расписана .
Текст на ковчеге утверждает, что он выполнен для царицы Тии, матери Эхнатона. За исключением одного все имена Эхнатона стёрты и в некоторых местах чернилами заменены на имя Аменхотепа III. Также в тексте упоминается «дом Атона в Ахетатоне», возможно, указывая, что ковчег изготовлен и первоначально использовался в Амарне. Похожие со всех сторон украшения ковчега показывают Эхнатона и Тию, делающих подношения Атону, выделяя фараона, а не его мать. Как и имена, все фигуры Эхнатона, кроме одной, стёрты.
Упорядоченное расположение частей ковчега в гробнице указывает, что когда-то он стоял полностью собранный с дверями, выходящими на юг, а позже был разобран внутри гробницы. Вероятно, в гробнице стоял лишь один ковчег, а не набор из четырёх вложенных друг в друга ковчегов, как в гробнице Тутанхамона.
Наличие ковчега Тии считается свидетельством упокоения царицы в KV55. Другие предметы с её именем (например, мебель) и именем Аменхотепа III также рассматриваются как принадлежащий ей погребальный инвентарь. Оттиски печатей у восточной стены могут указывать на некогда стоявшие в гробницы другие предметы царицы.

### Саркофаг, канопы и «волшебные кирпичи»

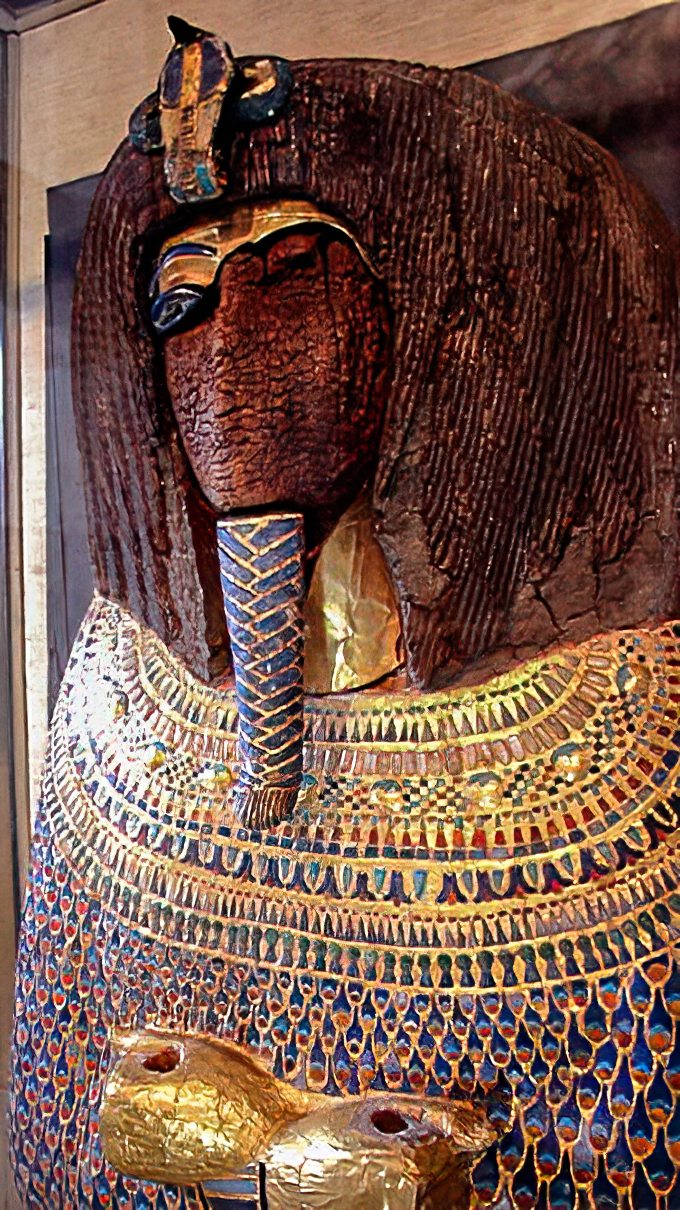
Повреждённый саркофаг из гробницы KV55

Впервые открыв KV55, Теодор Дэвис считал, что он нашёл гробницу царицы Тии. Однако скоро стало ясно, что останки принадлежат мужчине. Жорж Даресси сделал вывод, что позолоченный саркофаг изготавливался для женщины и позже приспособлен для фараона посредством изменения надписей, прикрепления накладной бородки, урея и скипетра (посох и цеп). Вопрос о прежнем владельце саркофага остаётся спорным и был предметом долгих обсуждений на протяжении многих лет, при этом как варианты озвучивались имена Тии, Нефертити, Макетатон и Меритатон. В наши дни признано, что саркофаг принадлежал второстепенной жене Эхнатона — Кийе, которую изображают четыре принадлежавшие ей канопы. Имя и титулы Кийи были изменены на имя и титулы фараона, а к голове добавлен царский урей.
Все личные имена, начертанные на саркофаге и канопах, были стёрты в древности, отчего личность человека в саркофаге остаётся предметом неутихающих споров. За прошедшие века главными кандидатами названы Эхнатон и другой член королевской семьи —Сменхкара.
В наше время одним из доказательств того, что мумия принадлежит Эхнатону, считается нахождение в гробнице четырёх магических кирпичей. На первых двух из них присутствует иератическая запись, но она плохо сохранилась, и расшифровать её не представляется возможным. Два других сохранились лучше и содержат иероглифические надписи с именем Осирис Неферхепрура Ваэнра, номен Эхнатона. Расположение кирпичей — все они правильно ориентированы, а три из них располагались в непосредственной близости к саркофагу, говорит в пользу того, что их приготовили для упокоившегося в саркофаге.

### Идентификация мумии

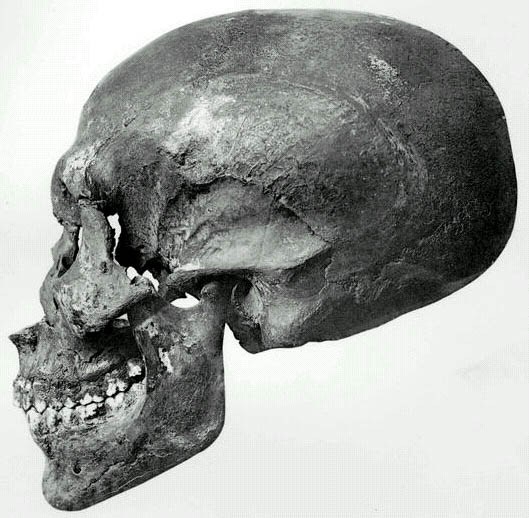
Череп мумии из KV55 в профиль

Мумия, найденная в гробнице, первоначально была признана женской по заключению двух врачей. Это позволило Дэвису заключить, что он обнаружил мумию царицы Тии, и опубликовать отчёт раскопок под названием «Гробница царицы Тии». Причиной такой уверенности послужили и традиционное (типично женское) расположение рук мумии, посмертные повреждения костей таза и отсутствие мужских половых органов. После исследования костей и черепа в Каире спустя несколько месяцев анатом Графтон Эллиот-Смит пришёл к выводу, что они принадлежат молодому мужчине с широкими бёдрами, вытянутым подбородком и черепом, деформированным в результате хронической гидроцефалии. По приблизительным оценкам, возраст на момент смерти равнялся 25 годам, хотя позже анатом предположил возможность того, что человек при жизни страдал синдромом Фрелиха — заболеванием, которое сдерживает нормальное скелетное развитие. Эти результаты говорили в пользу первого заявления Вэйгалла, Масперо и Смита, — что тело принадлежит Эхнатону.
Позже экспертиза подтвердила идентификацию Смита — мумия принадлежала молодому мужчине (хоть и с женственными чертами), но возраст смерти установлен в районе 20 лет. Эти повторные исследования также показали, что в организме нет признаков задержки развития, и что череп имел необычную форму, но был нормальным без признаков гидроцефалии. Реконструкции черт лица по черепу указали на отсутствие сходства с Эхнатоном, представленным на его памятниках (хотя все его изображения были стилизованными). После открытия гробницы Тутанхамона обратило на себя внимание сходство между его мумией и телом из KV55, а последовавшие экспертизы подтвердили их родство по группе крови (А2) и антителам (MN). Тутанхамон и упокоенный в KV55 приходились друг другу либо отцом и сыном, либо родными братьями. На основании этих результатов сделан вывод, что человек из KV55 на момент смерти был слишком молод, чтобы быть Эхнатоном, но вполне подходит, чтобы быть Сменхкарой. Впервые эту гипотезу выдвинул Рекс Энгельбах в 1931 году.
До февраля 2010 года отмечалось, что надёжность методов оценки по мумии возраста на момент смерти в целом не точна. По этой причине правильность оценки возраста неоднократно ставилась под сомнение. Эта идея нашла поддержку в анализе костных останков, которые показали возраст на момент смерти около 35 лет (оценка зубов) или старше (оценка антропологических стандартов и рентген берцовых костей). По результатам одних исследований, возраст на момент смерти составлял 20-25 лет, других — 35 лет. Археологические, письменные, а теперь и генетические исследования свидетельствуют, что древний египтянин, похороненный в KV55, являлся фараоном Эхнатоном.
Сотрудники Исследовательского центра судебной антропологии, палеопатологии и биоархеологии (FAPAB) на Сицилии реконструировали по черепу портрет мумии из гробницы KV55.

### Реконструкция

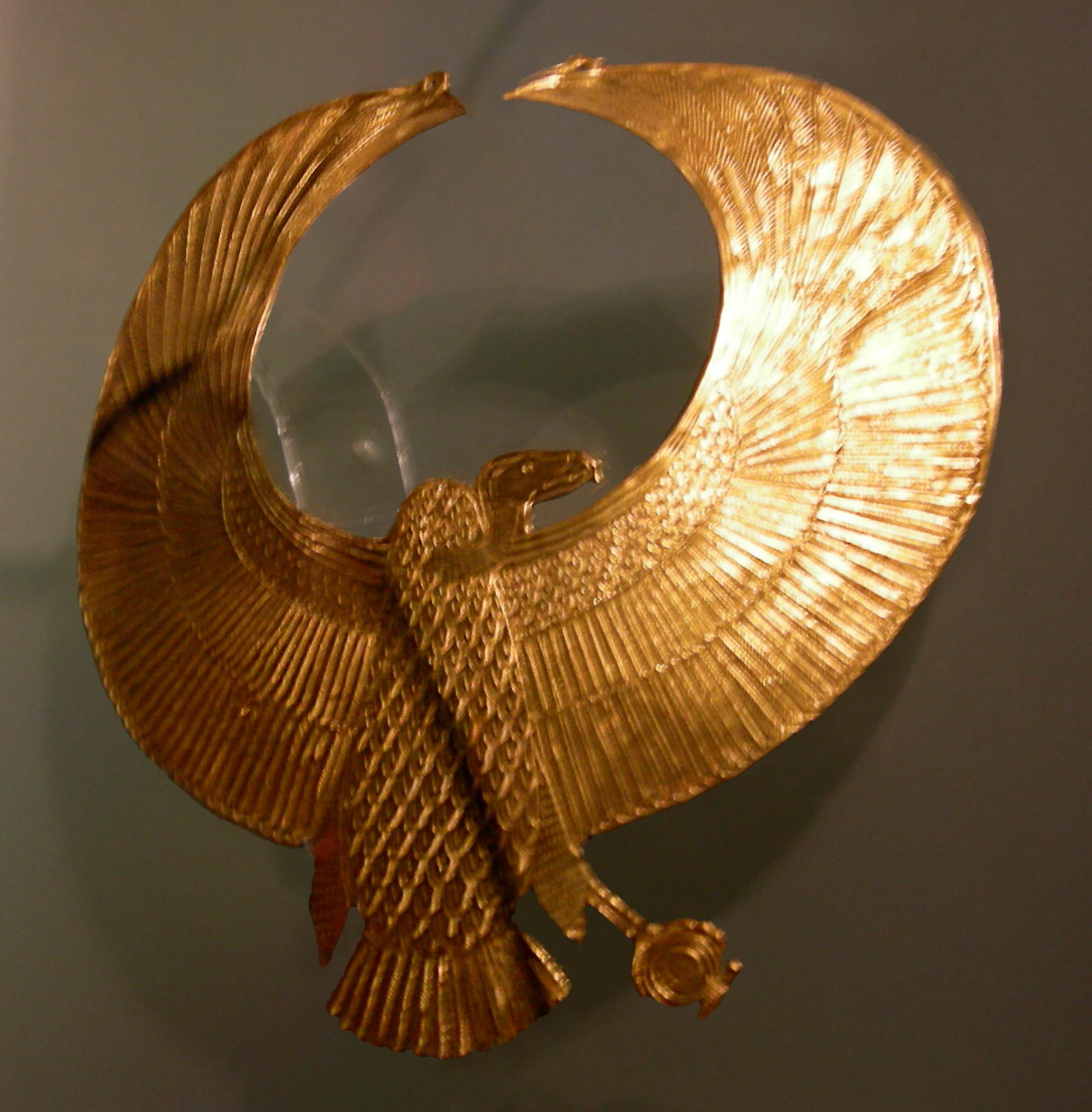
Древнеегипетская пектораль в виде стервятника лежала у головы фараона в гробнице KV55

Предметы из KV55 представляют собой набор хронологических и религиозных несоответствий. Предметы с номеном и преноменом Аменхотепа III могут происходить из времени его царствования и принадлежать царице Тии. Другие предметы с именем Тии (например, погребальный ковчег и фрагменты мебели) также явно принадлежали ей. Эхнатону принадлежали вещи, приготовленные для него (например, «волшебные» кирпичи) или переделанные для использования (например, саркофаг и канопы). Маловероятно, что любое из этих двух погребений произошло в KV55. Согласно записям в гробнице WV22, Аменхотеп III подготовил погребение жены в своей гробнице. Возможно, эти планы сорвало то, что Тия пережила своего мужа на 12 лет. Из записей на погребальном ковчеге в KV55 следует, что Эхнатон похоронил свою мать в Амарне. Там же, очевидно, в своей гробнице был погребён и сам Эхнатон. Хотя остаётся не ясным — была ли дверь в KV55 запечатана печатью Тутанхамона; несколько оттисков содержат его преномен, что, скорее всего, указывает на перезахоронение в KV55, поскольку сам он в качестве правителя не участвовал при похоронах Тии (скончавшейся за несколько лет до его воцарения) или Эхнатона (предположительно захороненного его соправителем и вероятным преемником Сменхкарой).
Один из вариантов разгадки, предложенный Николасом Ривзом, выглядит следующим образом: Эхнатон и его мать царица Тия первоначально были похоронены в новой столице Ахетатоне (современной Амарне), но позже, когда в правление Тутанхамона произошёл отказ от идеологии Эхнатона, их мумии перенесли в KV55. Дверь в KV55 запечатана именем Тутанхамона. Мумии хранились там около 200 лет, пока гробницу не обнаружили рабочие при работах над гробницей для Рамсеса IX. В это время Эхнатон считался «фараоном-еретиком», следовательно, саркофаг царицы Тии был спешно перемещён подальше от его останков, исключая позолоченный деревянный ковчег, который следовало разобрать и вынести. Образы Эхнатона стёрли с ковчега. Кроме того, из саркофага Эхнатона вытащили золотую маску, а картуш затёрли, тем самым обрекая его владельца на забвение. Последним оскорбительным жестом стал камень, брошенный в саркофаг. Однако, искусно сделанный нательный пектораль в виде грифона — символ королевской власти в Древнем Египте — остался лежать у головы мумии.